# Mammillaria albiflora
Mammillaria albiflora är en kaktusväxtart som beskrevs av Curt Backeberg. Mammillaria albiflora ingår i släktet Mammillaria och familjen kaktusväxter. Inga underarter finns listade i Catalogue of Life.

## Bildgalleri

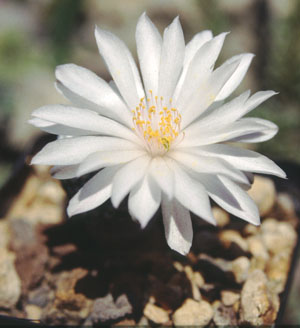
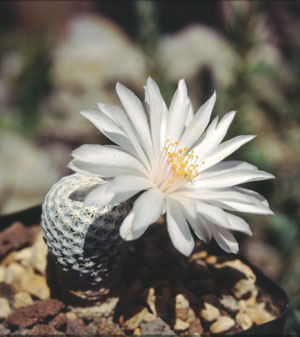
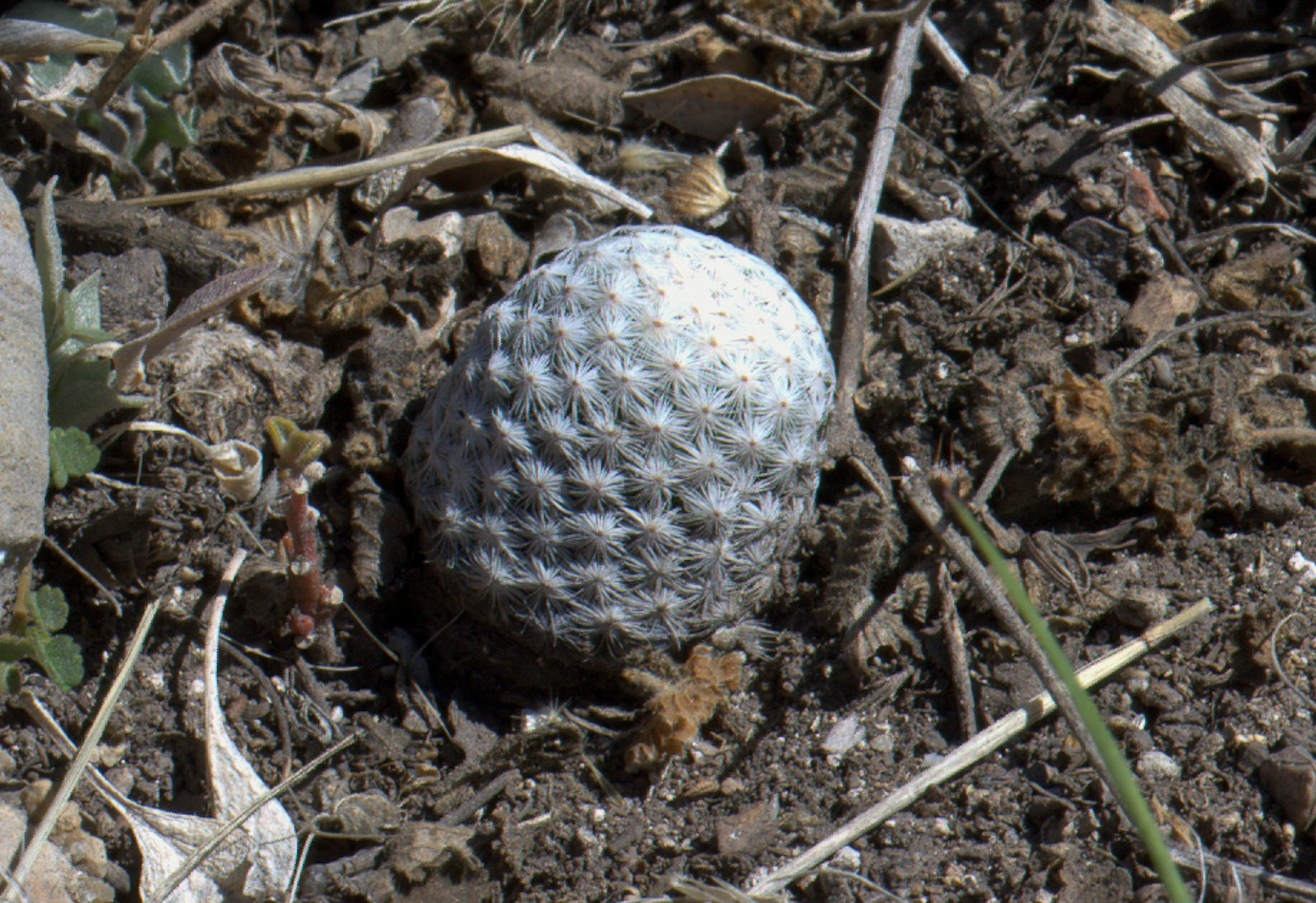